# Ángel Sánchez (judoka)
Ángel Vladimir Sánchez Armentero (ur. 24 listopada 1974) – kubański judoka. Dwukrotny olimpijczyk. Zajął dziewiąte miejsce w Sydney 2000 i siedemnaste w Atlancie 1996. Walczył w wadze półciężkiej i ciężkiej.
Siódmy na mistrzostwach świata w 1997; uczestnik zawodów w 1995 i 1999. Startował w Pucharze Świata w latach 1993 i 1996-2000. Złoty medalista igrzysk panamerykańskich w 1999. Triumfator igrzysk Ameryki Środkowej i Karaibów w 1993 i 1998. Zdobył trzy medale na mistrzostwach panamerykańskich w latach 1996 - 1998. Medalista uniwersjady w 1995 i 1999 roku. 

## Letnie Igrzyska Olimpijskie 1996
| Konkurencja | Eliminacje        | Eliminacje           | Klas. końcowa |
| Konkurencja | Przeciwnik I      | Przeciwnik II        | Miejsce       |
| ----------- | ----------------- | -------------------- | ------------- |
| 95 kg       | Radu Ivan (ROU) Z | Pedro Soares (POR) P | 17.           |

## Letnie Igrzyska Olimpijskie 2000
| Konkurencja | Eliminacje                | Eliminacje                 | Eliminacje                | Eliminacje                  | Repasaże                | Klas. końcowa |
| Konkurencja | Przeciwnik I              | Przeciwnik II              | Przeciwnik III            | 1/4                         | Przeciwnik I            | Miejsce       |
| ----------- | ------------------------- | -------------------------- | ------------------------- | --------------------------- | ----------------------- | ------------- |
| +100 kg     | Martin Boonzaayer (USA) Z | Nacanieli Qerewaqa (FIJ) Z | Wałentyn Ruslakow (UKR) Z | Shin’ichi Shinohara (JPN) P | Ruslan Sharapov (BLR) P | 9.            |